# Lãnh thổ Florida
Lãnh thổ Florida (tiếng Anh: Florida Territory hay Territory of Florida) từng là một lãnh thổ hợp nhất có tổ chức của Hoa Kỳ, tồn tại từ ngày 30 tháng 3 năm 1822 cho đến 3 tháng 3 năm 1845 khi nó được phép gia nhập liên bang để trở thành tiểu bang Florida. Ban đầu là lãnh thổ của Tây Ban Nha với tên gọi La Florida, và sau đó là tỉnh Đông và Tây Florida, nó bị nhượng lại cho Hoa Kỳ như một phần của Hiệp định Adams-Onís năm 1819.

## Bối cảnh
Florida thoạt đầu được Juan Ponce de León khám phá ra vào năm 1513. Ông tuyên bố chủ quyền vùng đất này cho Tây Ban Nha. St. Augustine, khu định cư liên tục xưa nhất của người châu Âu tại Hoa Kỳ lục địa, được thành lập trên duyên hải đông bắc Florida năm 1565. Florida tiếp tục là đất sở hữu của Tây Ban Nha cho đến cuối Chiến tranh Bảy năm khi họ nhượng nó lại cho Vương quốc Anh để đổi lấy việc trao trả La Habana. Năm 1783, sau Cách mạng Mỹ, Vương quốc Anh trao trả Florida về cho Tây Ban Nha.:xvii
Nền cai trị lần thứ hai của người Tây Ban Nha tại đây bị ảnh hưởng bởi quốc gia lân bang Hoa Kỳ. Có các cuộc tranh chấp dọc theo biên giới với tiểu bang Georgia và thêm các vấn đề nảy sinh khi người Mỹ sử dụng sông Mississippi. Các cuộc tranh chấp này đáng ra đã được giải quyết vào năm 1795 bởi Hiệp định San Lorenzo. Trong số các vấn đề khác, hiệp định này đã củng cố biên giới giữa Florida và Georgia dọc theo vĩ độ 31. Tuy nhiên, như Thomas Jefferson trước đó đã tiên đoán, Hoa Kỳ không thể buông tay khỏi Florida.:xviii–xix

## Dính líu của Mỹ trước năm 1821
Năm 1812, các lực lượng quân sự Mỹ và "những người yêu nước" của Georgia dưới trướng của tướng George Matthews xâm nhập Florida để bảo vệ các lợi ích của người Mỹ.:39 Các lợi ích này phần lớn có liên quan đến nô lệ. Các nô lệ bỏ trốn đã được người bản địa Mỹ tại Florida bảo vệ trong nhiều năm. Người Mỹ gọi những người bản địa tại Florida là "Seminole". Họ sống theo hệ thống bán-phong kiến và che chở cho những người da đen "tự do" trong khi đó những người cựu nô lệ này cùng làm mùa vụ và chung sống với những người bản địa. Tuy những người nô lệ bỏ trốn này vẫn bị người Seminole xem là thấp hèn nhưng cả hai cộng đồng sống hòa thuận. Những chủ nô lệ tại Georgia và các nơi tại miền Nam Hoa Kỳ trở nên giận dữ về vấn đề này vì các nô lệ tiếp tục bỏ trốn đến Florida.:18–22 Cuộc xâm nhập Florida bị đa số người dân Hoa Kỳ xem là không chính đáng. Hoa Kỳ cũng hứa với Tây Ban Nha là rút quân nhanh ra khỏi Florida.:39
Năm 1818, sau nhiều năm xung đột hơn nữa giữa người bản địa Mỹ và dân định cư, tướng Andrew Jackson viết thư cho tổng thống Monroe để thông báo rằng ông đang dự tính xâm chiếm Florida. Quân của Jackson khởi hành từ Tennessee và hành quân xuống sông Apalachicola cho đến khi họ đến Pensacola. Người Tây Ban Nha giao nộp đồn San Carlos de Barrancasin tại Pensacola và tại St. Marks.:50–54

## Hiệp định Adams-Onís
Hiệp định Adams-Onís, cũng còn có tên là Hiệp định Liên lục địa, được John Quincy Adams và Luis de Onís ký kết vào ngày 22 tháng 2 năm 1819 nhưng chưa có hiệu lực cho đến khi nó được chính phủ Tây Ban Nha thông qua vào năm 1821. Hoa Kỳ thu nhận Florida và thừa kế tuyên bố chủ quyền của Tây Ban Nha tại Xứ Oregon trong khi đó nhượng lại tất cả tuyên bố chủ quyền đối với Texas cho Tây Ban Nha:xi (khi México độc lập năm 1821, Texas trở thành lãnh thổ của Mexico), và gánh trách nhiệm bồi thường lên đến 5.000.000 đô la Mỹ cho các công dân Mỹ kê khai thiệt hại tại Florida. Hàng hóa của Tây Ban Nha cũng tiếp tục hưởng các đặc quyền quan thuế tại các cảng của Florida.

## Lãnh thổ Florida và các cuộc chiến tranh với người Seminole
Andrew Jackson phục vụ trong vai trò thống đốc quân sự của lãnh thổ mới vừa bị thu phục, nhưng chỉ một khoảng thời gian ngắn. Ngày 30 tháng 2 năm 1822, Hoa Kỳ nhập Đông Florida và một phần Tây Florida thành Lãnh thổ Florida. William Pope Duval trở thành vị thống đốc chính thức đầu tiên của Lãnh thổ Florida. Chẳng bao lâu sau đó thủ phủ được thiết lập tại Tallahassee nhưng chỉ sau khi di dời bộ lạc Seminole ra khỏi khu vực.:63–74
Trọng tâm xung đột tại Lãnh thổ Florida là các cư dân người bản địa Seminole. Chính phủ liên bang và đa số dân định cư người da trắng mong muốn tất cả người bản địa Mỹ di dân sang miền Tây. Ngày 28 tháng 5 năm 1830, Quốc hội Hoa Kỳ thông qua đạo luật di dời người bản địa Mỹ, bắt buộc tất cả người bản địa Mỹ di chuyển về phía tây sông Mississippi.:87 Đúng ra đạo luật này không có ý nghĩa gì nhiều đối với Florida nhưng nó đặt ra khung sườn cho Hiệp định Paynes Landing, được một hội đồng gồm các tù trưởng của người Seminole ký vào ngày 9 tháng 5 năm 1832. Hiệp định nói rằng tất cả người bản địa Seminole của Florida nên bị dời cư trước hạn năm 1835. Họ có ba năm để dời cư. Chính tại cuộc họp này, người nổi danh là Osceola lần đầu tiên nói đến quyết định của ông là chiến đấu chống lại hiệp định.:89–95
Bắt đầu cuối năm 1835, Osceola và các đồng minh thuộc bộ lạc Seminole phát khởi một cuộc chiến tranh du kích chống lại các lực lượng Hoa Kỳ.:105–110 Vô số tướng lãnh chiến đấu và thất bại vì cái nóng và bệnh tật cũng như sự thiếu hiểu biết về vùng đất này. Đến khi tướng Thomas Jesup bắt được nhiều trong số các tù trưởng chính yếu của người Seminole trong số đó có cả Osceola (chết khi đang bị giam vì bệnh) thì các trận đánh bắt đầu tan dần.:137–160 Người Seminole dần dần bị cưỡng bách di cư và gần như tất cả họ đều đi khỏi ngoại trừ một nhóm nhỏ tại Everglades vào thời điểm Florida gia nhập liên bang để trở thành tiểu bang thứ 27 vào ngày 3 tháng 3 năm 1845.